# مونس كلوديانوس
كان مونس كلوديانوس محجراً رومانياً في الصحراء الشرقية لمصر. وكان يضم حامية وموقع مقلع ومساكن للمدنيين والعمال. واستُخرج منه حجر الجرانوديوريت للإمبراطورية الرومانية حيث استُخدم كمواد بناء. يقع مونس كلوديانوس في جبال الصحراء الشرقية المصرية في منتصف الطريق تقريباً بين البحر الأحمر وقنا، في محافظة البحر الأحمر الحالية. يمكن للسياح اليوم رؤية شظايا من الجرانيت، مع العديد من القطع الأثرية مثل العمود المكسور. كما عًثر على عدد من النصوص المكتوبة على الفخار المكسور (الشقف) في الموقع.

## وصلات خارجية
- Mallett، Simon؛ Whittle, Lesley (فبراير 2002). "Mons Claudianus 1998 (tourist's holiday pictures)". مؤرشف من الأصل في 2008-05-14. اطلع عليه بتاريخ 2008-06-01.